# Classic FC
El Classic FC es un equipo de fútbol de Vanuatu que juega en la VFF Champions League, la primera división nacional.

## Historia
Fue fundado en el año 2021 en la ciudad de Luganville y su primer título fue ganar el campeonato de Luganville en 2022, con lo que clasificaron a la fase nacional por primera vez.
En su primera temporada a nivel nacional lograron el subcampeonato, y con ello la clasificación a la Liga de Campeones de la OFC 2024 donde fue eliminado en la fase nacional por el Ifira Black Bird FC.

## Palmarés
- Liga de Luganville: 1

2022

## Participación en competiciones de la OFC
| Temporada | Torneo                      | Ronda    | Club                | Casa | Visita | Global |
| --------- | --------------------------- | -------- | ------------------- | ---- | ------ | ------ |
| 2024      | Liga de Campeones de la OFC | Nacional | Ifira Black Bird FC | 1-2  | 1-1    | 2-3    |